# 467 (szám)
A 467 (római számmal: CDLXVII) egy természetes szám, prímszám.

## A szám a matematikában
A tízes számrendszerbeli 467-es a kettes számrendszerben 111010011, a nyolcas számrendszerben 723, a tizenhatos számrendszerben 1D3 alakban írható fel.
A 467 páratlan szám, prímszám. Pillai-prím. Biztonságos prím. Normálalakban a 4,67 · 102 szorzattal írható fel.
A 467 négyzete 218 089, köbe 101 847 563, négyzetgyöke 21,61018, köbgyöke 7,75840, reciproka 0,0021413. A 467 egység sugarú kör kerülete 2934,24754 egység, területe 685 146,80023 területegység; a 467 egység sugarú gömb térfogata 426 618 074,3 térfogategység.
A 467 helyen az Euler-függvény helyettesítési értéke 466, a Möbius-függvényé −1.